# Paul Mockapetris
Paul Mockapetris (Boston, 18 novembre 1948) è un informatico statunitense.
Insieme a Jon Postel è riconosciuto come l'inventore del Domain Name System (DNS).

## Biografia
Mockapetris ha studiato Fisica e Ingegneria elettrica al Massachusetts Institute of Technology.
Nel 1978 entrò a far parte del Information Sciences Institute (ISI) della University of Southern California, dove creò il primo server SMTP per il servizio di posta elettronica e pubblicò articoli nel EE Times (Electronic Engineering Times).
Il 23 giugno 1983, insieme a Jon Postel, eseguì il primo test del DNS, un sistema che ancora oggi viene usato per la gestione della rete Internet.
Dal 1994 al 1996 è stato direttore del Internet Engineering Task Force (IETF).

## Pubblicazioni
- RFC 1034 - DOMAIN NAMES - CONCEPTS AND FACILITIES
- RFC 1035 - DOMAIN NAMES - IMPLEMENTATION AND SPECIFICATION
- RFC 973 - Domain System Changes and Observations
- RFC 883 - Domain Names - Implementation and Specification (obsoleted by 1035)
- RFC 882 - Domain Names - Concepts and Facilities (obsoleted by 1034)